# Zbrodnie serca
Zbrodnie serca (ang. Crimes of the Heart) – amerykański komediodramat z 1986 roku w reżyserii Bruce’a Beresforda, zrealizowany na podstawie sztuki Beth Henley. Zdjęcia kręcono w stanie Karolina Północna.

## Fabuła
Trzy siostry Magrath - Lenny, Meg i Becky - spotykają się po wielu latach. Lenny jest stateczną kobietą, którą poświęciła się rodzinie. Meg prowadzi emocjonujący żywot w Hollywood. Becky też ma męża, ale zostaje aresztowana za... usiłowanie jego zabójstwa. To spotkanie zmieni ich życie.

## Główne role
- Diane Keaton - Lennora Josephine "Lenny" Magrath
- Jessica Lange - Margaret "Meg" Magrath
- Sissy Spacek - Rebeca "Babe"/"Becky" Magrath Botrelle
- Sam Shepard - Doc Porter
- Tess Harper - Chick Boyle
- David Carpenter - Barnette Lloyd
- Beeson Carroll - Zackery Botrelle
- Jean Willard - Lucille Botrelle
- Tom Mason - Wujek Watson

i inni

## Nagrody i nominacje
Oscary za rok 1986
- Najlepszy scenariusz adaptowany - Beth Henley (nominacja)
- Najlepsza aktorka - Sissy Spacek (nominacja)
- Najlepsza aktorka drugoplanowa - Tess Harper (nominacja)

Złote Globy 1986
- Najlepsza aktorka w komedii/musicalu - Sissy Spacek
- Najlepsza komedia/musical (nominacja)